# Wax (cantante)
Cho Hye-Ri (31 de mayo de 1972), más conocida como Wax, es una cantante de pop y actriz musical. Fue vocalista de la banda Dog. Debutó como solista en 2000 y ha lanzado diez álbumes y sencillos digitales.

## Discografía

### Álbumes
| Fecha      | Título                                                       |
| 2000-11-14 | Vol.1 - 엄마의 일기 (The Diary of Mom)                       |
| 2001-08-09 | Vol.2 - 화장을 고치고 (Fixing My Makeup)                     |
| 2002-07-05 | Vol.3 - 부탁해요 (Please)                                    |
| 2003-09-18 | Vol.4 - 관계 (Relation)                                      |
| 2005-02-02 | Vol.5 - Goodbye                                              |
| 2006-12-01 | Vol.6 - 사랑은 다 그런거니까 (Because All Love is Like That) |
| 2008-01-10 | Vol.7 - 여자는 사랑을 먹고 (Women Always Want Love)          |
| 2009-07-02 | Vol.8 - Always You                                           |
| 2010-12-09 | Fall in... 파트 1 (Fall in... Part 1) (Mini Album)           |
| 2012-12-04 | Vol.9 - Now & Forever                                        |
| 2014-08-26 | Vol.10 - Special Album Spark (with Ember Glow)               |

### OST y sencillos
| Fecha      | Pista                                       | Título(s)                                    |
| ---------- | ------------------------------------------- | -------------------------------------------- |
| 2009.08.26 | Can't Cry (울면 안돼)                       |                                              |
| 2010.10.29 | Two Women (두 여자)                         | Love, In Between (두 여자) OST               |
| 2011.02.25 | Heart Is Empty (가슴이 뻥 뚫려)             | sencillo digital                             |
| 2011.03.30 | Lucky                                       | sencillo                                     |
| 2012.01.03 | I Love You (사랑한다)                       | Lights and Shadows (빛과 그림자) OST Parte 2 |
| 2012.03.30 | Stay Crying (울고도 남아서)                 | Dummy Mommy (바보엄마) OST Parte 1           |
| 2012.10.30 | The Teardrops Are Falling (떨어진다 눈물이) | Missing You (보고싶다) OST Parte 1           |
| 2013.07.18 | Dear Love (사랑아)                          | The Blade and Petal (칼과 꽃) OST Parte 1    |
| 2013.11.19 | Love Wind (사랑 바람)                       | Empress Ki (기황후) OST Parte 2              |
| 2014.01.09 | Coin Laundry (사랑한 적도 없는)             |                                              |
| 2015.10.08 | Not My Mind (내 맘 같지 않아)               |                                              |
| 2015.11.20 | Wind Watch (바람시계) (feat. BtoB's Ilhoon) | sencillo digital Vol.2                       |
| 2016.01.24 | Tears I Just Cry (그냥 눈물이 나)           | My Mom (엄마) OST Parte 4                    |
| 2016.07.13 | Just One Shot (딱 한잔만)                   | (junto a SSJ (서사장))                       |
| 2016.11.01 | You Are You Are You Are (너를 너를 너를)    |                                              |

### Mnet Asian Music Awards
| Año  | Categoría                       | Trabajo                  | Resultado |
| ---- | ------------------------------- | ------------------------ | --------- |
| 2001 | Mejor Artista Nueva             | "Oppa"                   | Ganadora  |
| 2001 | Vídeo musical del año (daesang) | "Arreglar Mi maquillaje" | Ganadora  |
| 2001 | Mejor Balada                    | "Arreglar Mi maquillaje" | Nominada  |
| 2002 | Mejor Artista Femenina          | "Por favor" (부탁해요)   | Nominada  |
| 2003 | Mejor Artista Femenina          | "Relación" (관계)        | Nominada  |

## Filmografía

### Aparición en programas de variedades
| Año        | Programa            | Notas                                                                                          |
| ---------- | ------------------- | ---------------------------------------------------------------------------------------------- |
| 2015, 2020 | King of Mask Singer | (Ep. #247-248) - participó como "Globe" (Ep. #27) - participó como "Today I Caught Persimmons" |